# Parablennius rouxi
Parablennius rouxi är en fiskart som först beskrevs av Cocco, 1833.  Parablennius rouxi ingår i släktet Parablennius och familjen Blenniidae. IUCN kategoriserar arten globalt som livskraftig. Inga underarter finns listade i Catalogue of Life.